# Brachiaria argentea
Brachiaria argentea är en gräsart som först beskrevs av Robert Brown, och fick sitt nu gällande namn av Dorothy Kate Hughes. Brachiaria argentea ingår i släktet Brachiaria och familjen gräs. Inga underarter finns listade i Catalogue of Life.